# Черрі Тауншип (округ Батлер, Пенсільванія)
Черрі Тауншип (англ. Cherry Township) — селище (англ. township) в США, в окрузі Батлер штату Пенсільванія. Населення — 1054 особи (2020).

## Демографія
Згідно з переписом 2010 року, у селищі мешкало 1106 осіб у 423 домогосподарствах у складі 312 родин. Було 484 помешкання
Расовий склад населення:
| - 97,4 % — білих - 0,4 % — азіатів - 0,3 % — чорних або афроамериканців - 0,2 % — корінних американців |

До двох чи більше рас належало 1,5 %. Частка іспаномовних становила 0,6 % від усіх жителів.
За віковим діапазоном населення розподілялося таким чином: 23,2 % — особи молодші 18 років, 63,8 % — особи у віці 18—64 років, 13,0 % — особи у віці 65 років та старші. Медіана віку мешканця становила 42,6 року. На 100 осіб жіночої статі у селищі припадало 107,1 чоловіків;  на 100 жінок у віці від 18 років та старших — 108,1 чоловіків також старших 18 років.
Середній дохід на одне домашнє господарство  становив 54 479 доларів США (медіана — 48 242), а середній дохід на одну сім'ю — 61 230 доларів (медіана — 55 598). Медіана доходів становила 41 927 доларів для чоловіків та 32 000 доларів для жінок. За межею бідності перебувало 13,2 % осіб, у тому числі 19,2 % дітей у віці до 18 років та 12,4 % осіб у віці 65 років та старших.
Цивільне працевлаштоване населення становило 561 особа. Основні галузі зайнятості: освіта, охорона здоров'я та соціальна допомога — 16,4 %, будівництво — 16,2 %, мистецтво, розваги та відпочинок — 12,8 %, публічна адміністрація — 10,7 %.